# 北京师范大学附属中学
北京师范大学附属中学，简称北京师大附中或师大附中，成立于1901年。北京师大附中是中国最早的公立西式学堂，为清政府大员直接建立，也是中華人民共和國教育部直属北京师范大学的第一附中，具有中国第一部民用电话（因为中国最早的电话局建在学校对面），也是中国第一所实行三三学制的中学。該校现为北京市重点中学。北京师范大学附属中学在2016年中国内地高中美国留学排行榜上位居第七 。
师大附中地处北京市西城区和平门南新华街，紧邻北京市著名的字画古街琉璃厂。学校占地面积49861平方米，总建筑面积65811平方米。学校分设初中部和高中部，总计教学班八十余个，在校学生四千余人，并有百余名外国留学生。

## 著名校友
中共早期领导人赵世炎，科学家钱学森、汪德昭、张维、马大猷、林家翘，哲学家张岱年，经济学家于光远，艺术家李德伦、于是之，全国人大常委会副委员长成思危等。
国家教育部有6位正副部长林砺儒、杨秀峰、张承先、张文松、李琦、李铁映曾是师大附中的教师或学生。很多附中校友在北京市担任过重要的领导工作，像刘仁、郑天翔、浦洁修、刘导生、李晨、陈昊苏、韩汝琦等。
南京中山陵的设计者吕彦直、《國語日報》創建者王壽康、著名播音员齐越，国家乒乓球队第一任教练傅其芳，电视台主持人邢质斌、胡紫薇，青年演员关晓彤、李兰迪等也是师大附中校友。

## 校名沿革
近代
- 五城学堂（1901-1912）

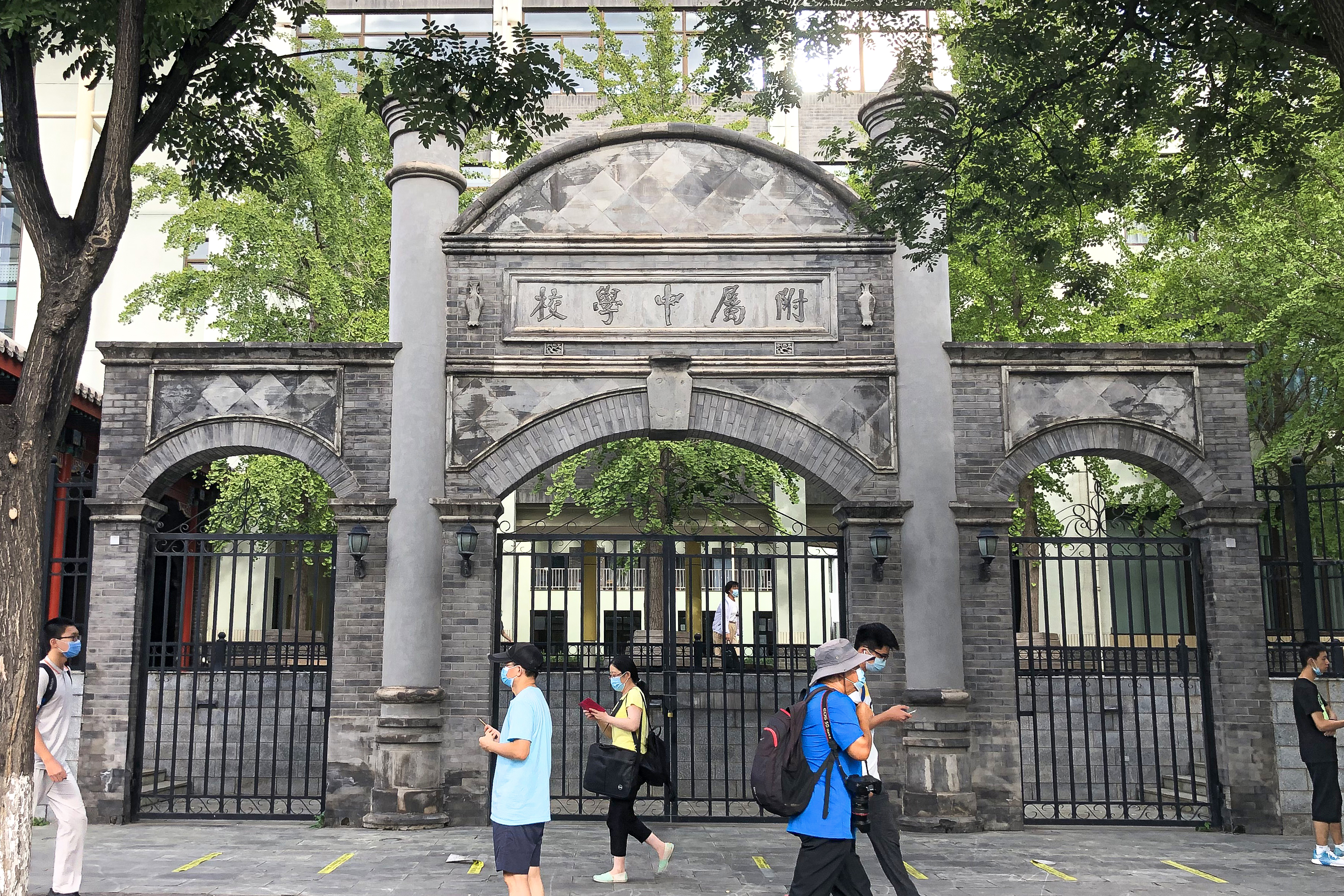
老校门

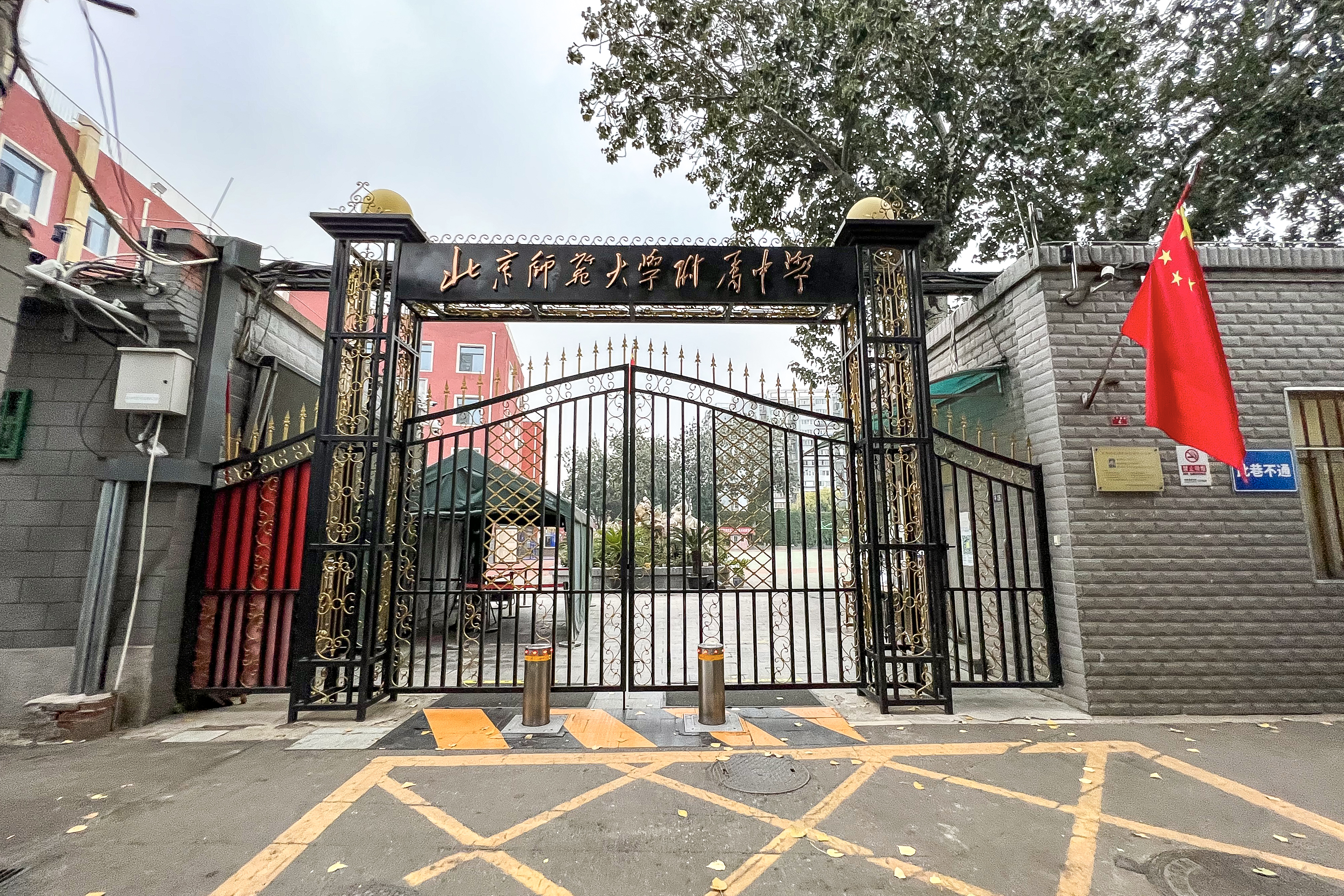
北师大附中南校区（原六十二中）

- 国立北京高等师范学校附属中学校（1912-1923）
- 国立北京师范大学附属中学校（1923-1927）
- 国立京师大学校附属中学校（1927-1928）
- 国立北平大学附属中学校（1928-1929）
- 国立北平师范大学附属中学校（1929-1937）
- 国立北京师范大学附属中学校（1937-1939）
- 国立北京师范大学附属中学（1939-1946）
- 国立北平师范学院附属中学校（1946-1949）

## 师资力量
截止到2014年学校共有在职教职工245人，其中教师200余人；教师具有高级职称的90多人，其中正高级7人。市区级学科带头人27人，市区级骨干教师40人；教师中博士3人，硕士90余人。50多位教师从国外学习、工作归来。特级教师15人，11人任课或指导青年教师。